# Didactique de l'histoire

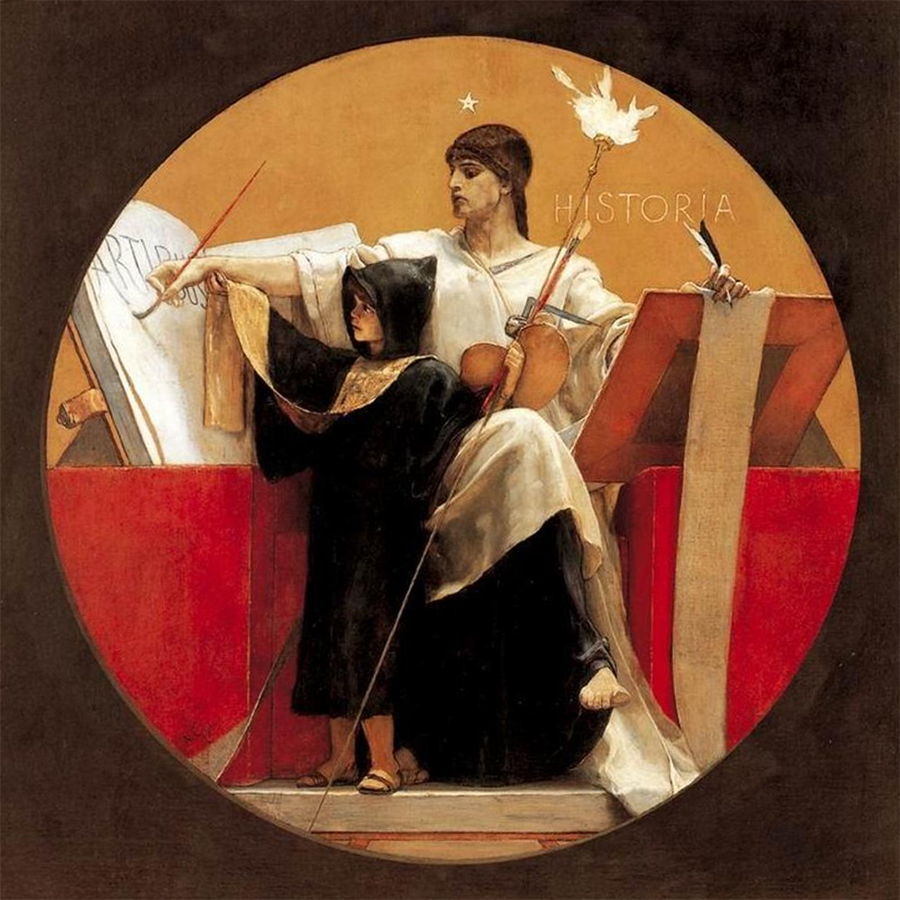
Historia (1892) de Nikolaos Gyzis

La didactique de l'histoire est une discipline scientifique qui s'inscrit dans le champ des didactiques des sciences humaines et sociales. Elle définit la transposition des savoirs propres à la science de l'histoire dans la situation d'enseignement - apprentissage.
Le concept de transposition didactique est précisé par le didacticien François Audigier comme l'étude des relations entre les savoirs savants (connaissances scientifiques), les savoirs à enseigner (prescriptions curriculaires), les savoirs enseignés et les savoirs appris dans le contexte de la classe d'histoire.
En 2008, les chercheuses françaises Nicole Lautier et Nicole Allieu-Mary ont publié un article fondamental pour stabiliser les spécificités de cette discipline émergente.

## Aux origines de la didactique de l’histoire jusqu'aux années 1990
Historiquement, la question de l'altérité au travers d'un questionnement "nous et les autres" est le premier champ donnant lieu à des travaux concernant l'enseignement de l'histoire, construit, au 19e siècle, autour de l'enseignement d'un récit national.
Au sortir de la Première Guerre mondiale, un mouvement international pour la révision des manuels scolaires voit le jour avec pour objectif premier de réviser les récits de la Grande guerre, très vindicatifs à l'égard des anciens ennemis, en récit favorisant la compréhension internationale et pour une éducation à la Paix.
Ce travail devra beaucoup au rôle de pionnier de la Fondation Carnegie pour la paix internationale qui sera la première à s'occuper, à partir de 1921, de la question des manuels d’histoire sous l'égide de la Société des Nations (SDN).
En 1935 encore, une conférence franco-allemande sur l’enseignement de l’histoire est organisée à Paris et donne lieu, début 1936, à un projet de déclaration concernant la Révision des manuels scolaires. Cependant, le débat tourne court en raison de l'arrivée d'Hitler au pouvoir en Allemagne.
Après la Seconde Guerre mondiale, le flambeau est repris avec la volonté que le manuel scolaire serve d'outil de réconciliation et de compréhension entre les peuples. Le travail est engagé sur les stéréotypes véhiculés par les manuels scolaires, en particulier ceux d'histoire.

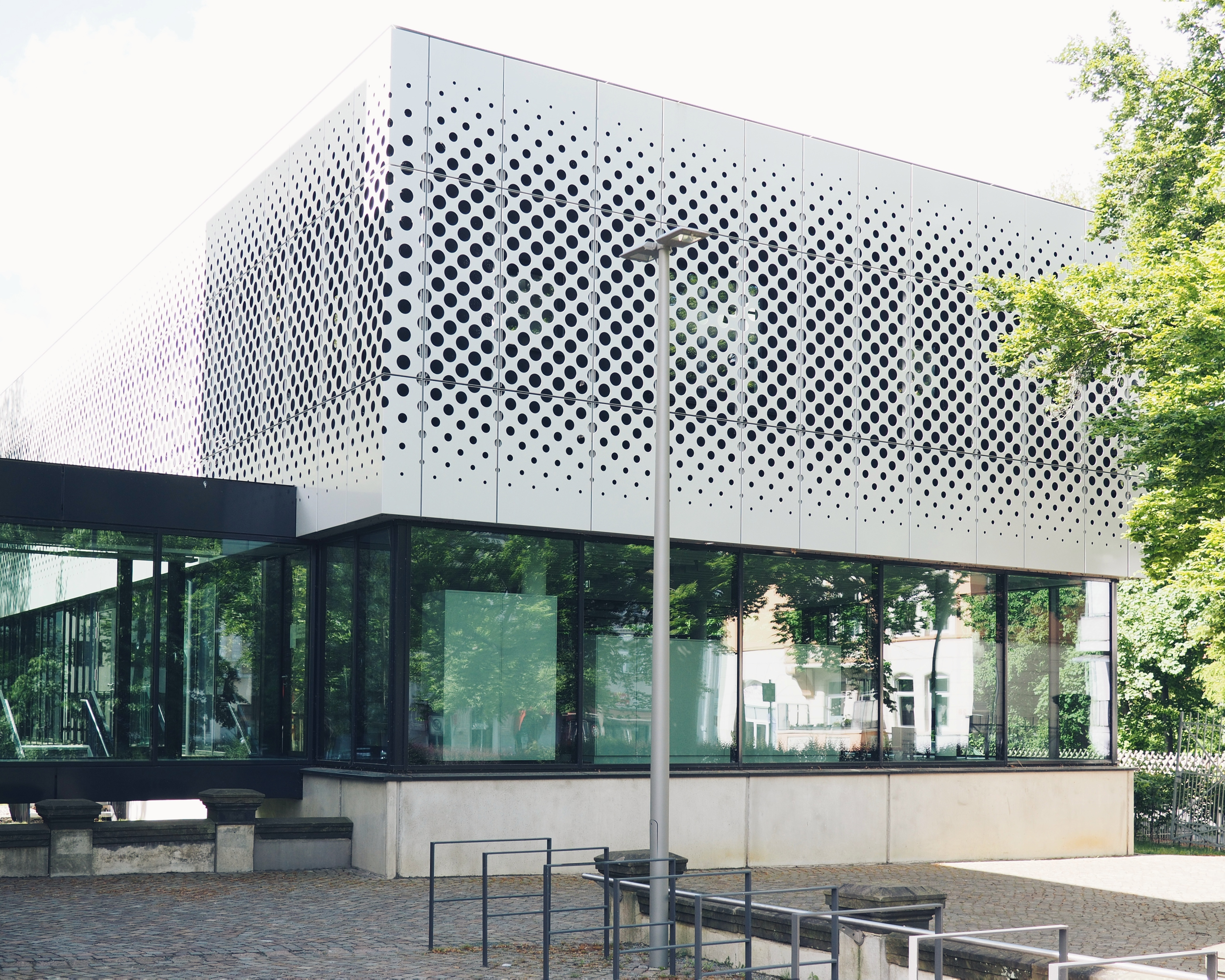
Bibliothèque de l'Institut Georg Eckert (Braunschweig, Allemagne)

Au début des années 1950, un institut international pour l'amélioration des manuels scolaires (Internationales Institut für Schulbuchverbesserung) est ainsi fondé en Allemagne. Aujourd'hui, le Georg-Eckert-Institut - Leibniz-Institut für internationale Schulbuchforschung (GEI), fondé en 1975, poursuit ce travail dans les disciplines scolaires relevant du monde social : histoire, géographie, instruction/éducation civique, sciences politiques, économiques et sociales, et plus récemment également l'enseignement des faits religieux et de l'éthique (Ravez, 2019).
Depuis les années 1990, en France comme dans le monde anglo-saxon et scandinave, la leçon d’histoire à l’école s'oriente vers l’étude de documents (textes, images fixes ou animées, cartes ou graphiques). Cette orientation vise une transformation des pratiques d’enseignement de l’histoire ainsi qu'un changement dans la façon dont les élèves mémorisent des savoirs factuels en histoire. Cette nouvelle orientation conduit au développement de recherches en didactique menées tant dans l'enseignement secondaire que primaire.
En 1993, Henri Moniot publie son ouvrage « Didactique de l’histoire », pionnier dans le monde francophone. Ce travail de synthèse, réalisé par un historien reconnu, fait suite aux orientations qui se sont développées à partir des années 1980 dans le champ des didactiques disciplinaires autour des concepts de « transposition didactique » et de « pratiques sociales de références »,.

## Concepts-clés

### Multi-perspectivisme
Parallèlement à la révision des manuels scolaires initiée après la Deuxième Guerre mondiale, la question émerge de développer une meilleure compréhension internationale en sortant d’un enseignement centrés sur l’histoire nationale pour insérer des chapitres ou pour proposer une histoire mondiale.
Dans Comment on raconte l'histoire aux enfants, au début des années 1980, Marc Ferro proposera, pour sa part, de sortir de l'européanocentrisme et des Histoires générales et remet en cause la conception traditionnelle de l' « histoire universelle» et d'une vision téléologique de l'histoire.  
Avec la Chute du Mur de Berlin et la fin de la Guerre froide, à laquelle s'ajoute la problématique de la construction européenne, on assistera alors à la réalisation d'un manuel d'histoire franco-allemand qui s'écarte du programme proposé par Marc Ferro. Au niveau didactique, ce manuel se donne pour objectif : 
- de créer les bases d'une conscience historique commune chez les jeunes Allemands et Français dans le processus d'unification européenne,
- de mettre en lumière les développements historiques communs, mais aussi différents,
- et de faciliter les changements de perspective.

En guise de multiperspectivisme, le manuel franco-allemand repose sur un jeu d'échelles à trois niveaux qui sont en interaction permanente: le monde, l'Europe et le cadre national (France et Allemagne). Il propose ainsi de traiter les sujets du point de vue de l'Allemagne et de la France. Pour dépasser les antagonismes franco-allemand, le manuel propose une historicisation des mémoires et, pour la Deuxième Guerre mondiale, une universalisation de la Shoah. Derrière un "nous" franco-allemand se profile alors un "nous-Europe".
Également à un niveau européen, mais celui du Conseil de l'Europe, comprenant alors des États nouvellement sortis de l'orbite soviétique et comportant souvent en interne des minorités, un autre modèle est proposé aux débuts des années 2000 dans le cadre du Projet «Apprendre et enseigner l’histoire de l’Europe du 20e siècle» par Robert Stradling (2001).
Stradling développe alors le concept d’une vision plurielle dans l'enseignement de l'histoire s’appuyant sur l'évolution de l'histoire académique et sa traduction dans les manuels du secondaire. Il propose une démarche didactique permettant le développement chez les élèves d'un mode de pensée historique qui cherche à atteindre trois objectifs:
- une compréhension plus large et plus complète des événements et des évolutions historiques, en prenant en compte les convergences et les divergences des récits et des points de vue de toutes les parties prenantes;
- une compréhension approfondie des relations historiques entre les nations, entre les pays voisins, ou entre majorités et minorités à l'intérieur des frontières nationales;
- une vision plus nette de la dynamique des événements par l'étude des interactions entre les individus et les groupes impliqués, de leur interdépendance.

Au tournant de 2020, certaines questions prennent une acuité particulière. Ainsi en est-il des questions de genre, d'interculturalité, du dépassement de l'ethnocentrisme (esclavage/colonisation/décolonisation) ou de l'histoire anthropocène et de leur (non-)prise en compte dans l'enseignement de l'histoire. Ces questions font l'objet de travaux, de proposition de contenus et de propositions didactiques ainsi que de débats.
Voir aussi l'article Multiperspectivity.

### Pensée historique
En 2013, les chercheurs canadiens Peter Seixas et Tom Morton publient un ouvrage majeur The Big Six Historical Thinking Concepts . D'après leurs travaux, il est possible de caractériser la pensée historique selon les six concepts suivants : 
1. Établir la pertinence historique
2. Utiliser des sources primaires
3. Définir la continuité et le changement
4. Analyser les causes et les conséquences
5. Adopter une perspective historique
6. Comprendre la dimension éthique des interprétations historiques.

### Questions socialement vives
Selon Alain Legardez & Laurence Simonneaux (2006), une question socialement vive (QSV) doit réunir les critères terminologiques suivants :
- Une QSV est vive dans la société (représentations sociales, enjeux sociaux-politiques, traitement médiatique, pratiques sociales)
- Une QSV est vive dans les savoirs de référence (controverses et débats scientifiques où différents paradigmes sont mis en concurrence)
- Une QSV est vive dans les savoirs scolaires (du point de vue enseignant et/ou apprenant).

Les thématiques d'histoire scolaire liées à une QSV sont par exemple : l'enseignement du fait religieux, l'enseignement des processus de colonisation / décolonisation, l'enseignement des crimes contre l'humanité et génocides.

## Compétences critiques et citoyenneté
La didactique de l'histoire peut participer à l'acquisition de compétences critiques dans une perspective d'éducation à la citoyenneté. Certaines études,,,,, mettent par exemple en lien les quatre euristiques de Sam Wineburg (2001), caractéristiques de la pensée historienne, avec des éléments de pensée critique: 
1) l'euristique des sources qui considère l'attribution d'un document ou d'un discours 
2) l'euristique de la contextualisation qui consiste à situer le document et les événements relatés dans le temps, l'espace et le social.
3) l'euristique de la corroboration qui consiste à vérifier des points d'accords et de désaccords dans plusieurs sources.
4) la lecture approfondie qui consiste à examiner le fond et la forme d'une source 
Lorsque la démarche d'enquête est favorisée, les phases de problématisation, de formulation d'hypothèses et de discussion des résultats permettent aussi de développer des compétences critiques.

### Communautés de recherche et associations
- Association internationale de didactique de l’histoire et des sciences sociales: IRAHSSE

- Coordination nationale des associations de didactique de l’histoire en Suisse: CODHIS
- Équipe de Didactique de l'Histoire et de la Citoyenneté, Université de Genève, Suisse:  EDHICE
- Groupe d’étude de didactique de l’histoire de la Suisse romande et italienne: GDH
- Historical Thinking Project, Promoting critical historical literacy for the 21st century. Projet dirigé par Peter Seixas (2008-2014), Université de Colombie britannique, Canada.
- Institut für Fachdidaktik der Gesellschaftswissenschaften, PH Luzern, Suisse
- International Society for History Didactics

### Revues francophones
- À l'école de Clio. Histoire et didactique de l'histoire, portail Hypothèses (depuis 2014).

- Didactica Historica, Revue suisse pour l'enseignement de l'histoire, Éditions Alphil (depuis 2015).
- Le cartable de Clio, Revue suisse sur les didactiques de l'histoire, Éditions Antipodes (2001-2013).
- Traces, Revue de la Société des professeurs d'histoire du Québec (depuis 1988).